# Yambo Ouologuem
Yambo Ouologuem (ur. 22 sierpnia 1940 w Bandiagarze, zm. 14 października 2017 w Sévaré) – malijski pisarz, laureat Nagrody Renaudot w 1968 r. za książkę Le devoir de violence. Jego późniejsze dzieła to m.in. Lettre à la France nègre (1969) czy Les mille et une bibles du sexe (1969, opublikowana pod pseudonimem Otto Rudolph).

## Życiorys
Urodził się w arystokratycznej rodzinie, w Bandiagarze; miejscowość należała wtedy do Sudanu Francuskiego. Początkowo pobierał nauki w lokalnych szkołach, później jednak uczęszczał do szkoły średniej w Bamako. Studiował w Paryżu, ukończył studia z zakresu filozofii, literatury oraz języka angielskiego w 1962 roku. Uzyskał również stopień doktora z dziedziny socjologii.
W 1968 otrzymał Nagrodę Renaudot za książkę Le devoir de violence. Książka wzbudziła wiele kontrowersji, niektórzy krytycy twierdzą, iż była ona przełomem w literaturze afrykańskiej, inni utrzymują, że była ona w dużej mierze pochodną książek It's a Battlefield Grahama Greene'a z 1934 oraz Le Dernier des Justes André Schwarz-Barta z 1959 roku.
Ouologuem współtworzył także francuskojęzyczne podręczniki dla obcokrajowców pt. Terres du Soleil. Był również autorem kilku wierszy, najsłynniejszy z nich to Lettre à la France nègre (1969), w którym wyraził swoją gorycz w stosunku do postaw francuskich liberałów odnośnie do Afryki.